# خنوخ (ابن قابيل)
وفقًا لسفر التكوين خنوخ (بالعبرية: חֲנוֹךְ) يُذكر في بعض الترجمات حنوك أو أخنوخ، هو ابن قابيل، ووالد عيراد، فبعد أن طُرد قابيل من قبل «الرب» لقتله أخيه هابيل، سكن في أرض نود شرقي عدن. وأنجب خنوخ، وبعد ولادة خنوخ، بنى قابيل مدينة سماها خنوخ على اسم ابنه وفقًا لسفر التكوين 4: 17. ووفقًا للتقاليد السامرية، فإن خنوخ دُفن في جبل عيبال.
خنوخ بن قابيل يتختلف عن خنوخ بن يارد بن مهلائيل المعروف بأنس الله، الذي ينُسب إليه سفر أخنوخ.